# Olympische Sommerspiele 1988/Tennis

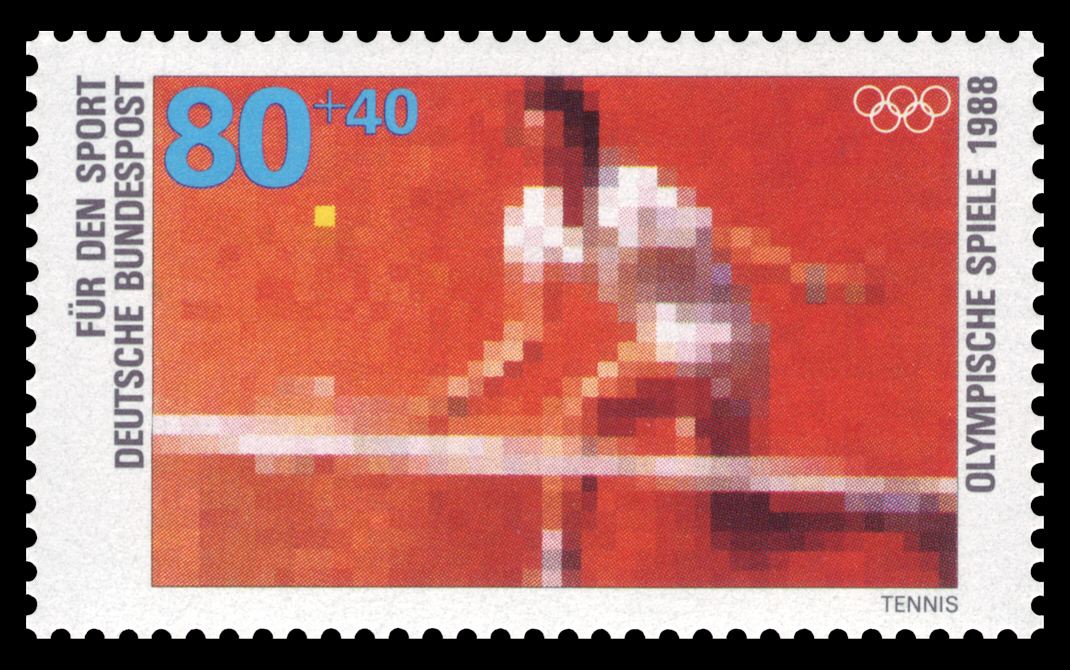
Tennis: Briefmarke der Deutschen Bundespost zu den Olympischen Spielen

Bei den XXIV. Olympischen Spielen 1988 in Seoul war Tennis wieder im olympischen Programm vertreten. Tennis war bereits von 1896 bis 1924 olympisch gewesen. Nach heftigen Diskussionen zwischen dem Tennisweltverband und den Verfechtern des Amateursports ließ man alle Tennisprofis ohne Altersbeschränkung zu. Vier Wettbewerbe wurden ausgetragen; die Bronzemedaillen wurden nicht ausgespielt, sondern die Plätze jeweils geteilt.

## Männer

### Einzel
| Platz | Land               | Spieler          |
| ----- | ------------------ | ---------------- |
| 1     | Tschechoslowakei   | Miloslav Mečíř   |
| 2     | Vereinigte Staaten | Tim Mayotte      |
| 3     | Schweden           | Stefan Edberg    |
| 3     | Vereinigte Staaten | Brad Gilbert     |
| 5     | Italien            | Paolo Canè       |
| 5     | Argentinien        | Martín Jaite     |
| 5     | Niederlande        | Michiel Schapers |
| 5     | BR Deutschland     | Carl-Uwe Steeb   |

Finale am 30. September

### Doppel
| Platz | Land               | Spieler                               |
| ----- | ------------------ | ------------------------------------- |
| 1     | Vereinigte Staaten | Ken Flach Robert Seguso               |
| 2     | Spanien            | Sergio Casal Emilio Sánchez           |
| 3     | Tschechoslowakei   | Miloslav Mečíř Milan Šrejber          |
| 3     | Schweden           | Stefan Edberg Anders Järryd           |
| 5     | Neuseeland         | Bruce Derlin Kelly Evernden           |
| 5     | Dänemark           | Morten Christensen Michael Tauson     |
| 5     | Frankreich         | Guy Forget Henri Leconte              |
| 5     | Jugoslawien        | Goran Ivanišević Slobodan Živojinović |

Finale am 1. Oktober

## Frauen

### Einzel
| Platz | Land               | Spieler            |
| ----- | ------------------ | ------------------ |
| 1     | BR Deutschland     | Steffi Graf        |
| 2     | Argentinien        | Gabriela Sabatini  |
| 3     | Vereinigte Staaten | Zina Garrison      |
| 3     | Bulgarien          | Manuela Maleewa    |
| 5     | Sowjetunion        | Larisa Sawtschenko |
| 5     | Vereinigte Staaten | Pam Shriver        |
| 5     | Italien            | Raffaella Reggi    |
| 5     | Sowjetunion        | Natascha Swerawa   |

Finale am 1. Oktober 

Steffi Graf gelang 1988 der Golden Slam durch die olympische Goldmedaille. Zuvor hatte sie bereits alle vier Grand-Slam-Turniere der Saison 1988 gewonnen.

### Doppel
| Platz | Land               | Spieler                                  |
| ----- | ------------------ | ---------------------------------------- |
| 1     | Vereinigte Staaten | Pam Shriver Zina Garrison                |
| 2     | Tschechoslowakei   | Jana Novotná Helena Suková               |
| 3     | Australien         | Elizabeth Smylie Wendy Turnbull          |
| 3     | BR Deutschland     | Steffi Graf Claudia Kohde-Kilsch         |
| 5     | Kanada             | Carling Bassett-Seguso Jill Hetherington |
| 5     | Frankreich         | Isabelle Demongeot Nathalie Tauziat      |
| 5     | Japan              | Etsuko Inoue Kumiko Okamoto              |
| 5     | Sowjetunion        | Larisa Sawtschenko Natascha Swerawa      |

Finale am 30. September

## Medaillenspiegel
| Platz | Land               | G | S | B | Gesamt |
| ----- | ------------------ | - | - | - | ------ |
| 1     | Vereinigte Staaten | 2 | 1 | 2 | 5      |
| 2     | Tschechoslowakei   | 1 | 1 | 1 | 3      |
| 3     | BR Deutschland     | 1 | – | 1 | 2      |
| 4     | Argentinien        | – | 1 | – | 1      |
| 4     | Spanien            | – | 1 | – | 1      |
| 6     | Schweden           | – | – | 2 | 2      |
| 7     | Australien         | – | – | 1 | 1      |
| 7     | Bulgarien          | – | – | 1 | 1      |